# Sphaerina nigrifrons
Sphaerina nigrifrons är en tvåvingeart som först beskrevs av Thompson 1968.  Sphaerina nigrifrons ingår i släktet Sphaerina och familjen parasitflugor. Inga underarter finns listade i Catalogue of Life.